# Sospita postalba
Sospita postalba är en fjärilsart som beskrevs av Rothschild och Jordan 1907. Sospita postalba ingår i släktet Sospita och familjen juvelvingar. Inga underarter finns listade i Catalogue of Life.